# 貝雷大區
8°3′N 6°11′W / 8.050°N 6.183°W
貝雷大區（Béré Region），是科特迪瓦的31個大區之一，位於該國西部，由沃羅巴區負責管轄，首府設於曼科諾，始建於2011年，面積13,293平方公里，2014年人口389,758，人口密度每平方公里29人。